# Olivia Wunsch
Olivia Wunsch, född 31 maj 2006 i Sydney, är en australisk simmare.

## Karriär
Vid juniorvärldsmästerskapen 2023 tog Olivia Wunsch fem guld, varav två individuella och tre i lagkapper, och ett brons. Vid OS 2024 ingick hon i det australiska laget som kvalificerade sig till final på 4 x 100 meter frisim som sedan tog guld.